# Madara Palameika
Madara Palameika (Talsi, 18 giugno 1987) è una giavellottista lettone.

## Biografia
Ha iniziato a gareggiare nel 2003. Ha stabilito il record nazionale nel corso degli Europei under 23 2009 con la misura 64,51 m, record che Palameika ha migliorato ancora di più nel Meeting di Rabat 2016 con 64,76 m.
Nonostante i pronostici, non ha centrato il podio né agli Europei né ai Giochi olimpici di Rio de Janeiro 2016. Ha vinto, invece, la Diamond League di quell'anno vincendo diverse tappe e arrivando a lanciare fino a 66,18 m.

## Record nazionali
Seniores
- Lancio del giavellotto: 66,18 m ( Bruxelles, 9 settembre 2016)

## Palmarès
| Anno | Manifestazione  | Sede           | Evento                 | Risultato | Prestazione | Note                                     |
| ---- | --------------- | -------------- | ---------------------- | --------- | ----------- | ---------------------------------------- |
| 2007 | Europei U23     | Debrecen       | Lancio del giavellotto | Bronzo    | 57,07 m     |                                          |
| 2009 | Europei U23     | Kaunas         | Lancio del giavellotto | Oro       | 64,51 m     | Record dei campionati · Record nazionale |
| 2009 | Mondiali        | Berlino        | Lancio del giavellotto | 26ª (q)   | 52,98 m     |                                          |
| 2010 | Europei         | Barcellona     | Lancio del giavellotto | 7ª        | 60,78 m     |                                          |
| 2011 | Mondiali        | Taegu          | Lancio del giavellotto | 10ª       | 58,08 m     |                                          |
| 2012 | Europei         | Helsinki       | Lancio del giavellotto | 8ª        | 56,82 m     |                                          |
| 2012 | Giochi olimpici | Londra         | Lancio del giavellotto | 7ª        | 60,73 m     |                                          |
| 2013 | Mondiali        | Mosca          | Lancio del giavellotto | 27ª (q)   | 53,70 m     |                                          |
| 2014 | Europei         | Zurigo         | Lancio del giavellotto | 4ª        | 62,04 m     |                                          |
| 2015 | Mondiali        | Pechino        | Lancio del giavellotto | 13ª (q)   | 62,17 m     |                                          |
| 2016 | Europei         | Amsterdam      | Lancio del giavellotto | 7ª        | 60,39 m     |                                          |
| 2016 | Giochi olimpici | Rio de Janeiro | Lancio del giavellotto | 10ª       | 60,14 m     |                                          |
| 2017 | Mondiali        | Londra         | Lancio del giavellotto | 21ª (q)   | 59,54 m     |                                          |
| 2018 | Europei         | Berlino        | Lancio del giavellotto | 9ª        | 57,98 m     |                                          |
| 2019 | Giochi europei  | Minsk          | Lancio del giavellotto | Bronzo    | 63,22 m     |                                          |
| 2019 | Mondiali        | Doha           | Lancio del giavellotto | 18ª (q)   | 59,95 m     |                                          |
| 2021 | Giochi olimpici | Tokyo          | Lancio del giavellotto | 11ª       | 58,70 m     |                                          |
| 2022 | Mondiali        | Eugene         | Lancio del giavellotto | 13ª (q)   | 58,61 m     | Miglior prestazione personale stagionale |
| 2022 | Europei         | Monaco         | Lancio del giavellotto | 9ª        | 56,55 m     |                                          |

## Altre competizioni internazionali
2013
- Oro nella Third League degli Europei a squadre ( Banská Bystrica), lancio del giavellotto - 57,07 m

2014
- Argento nella Second League degli Europei a squadre ( Riga), lancio del giavellotto - 59,54 m

2015
- Argento nella First League degli Europei a squadre ( Candia), lancio del giavellotto - 58,86 m

2016
- Vincitrice della Diamond League nella specialità del lancio del giavellotto (59 punti)